# ブルイィ
ブルイィ(Brouilly)は、フランス東部ローヌ＝アルプ地域圏ローヌ県北部にある、ボジョレーワインの産地である。現在10カ所あるクリュ・ボージョレのひとつで、1938年にAOCの認定を受けている。
大地の上の標高の高いところにあるコート・ド・ブルイィを取り囲む地域で、6つの村にまたがった地域が指定を受けている。クリュ・ボージョレのなかでは一番南に位置し、また、栽培区域も1300haあまりと一番大きい。
ワインは、ガメイ種を85%以上使った赤ワインで、シャルドネ、アリゴテ、ムロン・ド・ブルゴーニュの混醸が認められている。より標高の高いコート・ド・ブルイィのほうが格上と目されている。